# Circuit de Montjuïc
Le circuit de Montjuïc est un ancien circuit urbain situé sur la montagne de Montjuïc à Barcelone, en Catalogne.

## Historique
En 1908, le sport automobile international est accueilli au circuit Penedès Baix pour la Copa Catalunya. En 1923, le premier Grand Prix automobile d'Espagne a lieu sur le circuit permanent de Sitges Terramar, près de Barcelone. En 1932, une course a lieu sur un circuit urbain dans le Parc de Montjuïc, sur une colline au-dessus du port de la ville. En 1933, pour le Grand Prix de Penya-Rhin, le nom de Montjuïc est approuvé pour dénommer le circuit. 
En 1969, Montjuïc est choisi pour accueillir la Grand Prix d'Espagne, qui auparavant avait lieu sur le circuit du Jarama à Madrid. Le caractère variable du circuit, avec une partie sinueuse et une autre très rapide, fait que les montures sont mises au défi. En alternance avec le circuit de Jarama (les deux circuits accueillent chacun leur tour, pendant 6 ans, les Grands Prix de Formule 1 et de vitesse moto) elle accueille les éditions 1969, 1971, 1973 et 1975.
Le Grand Prix d'Espagne 1975 a été marqué par un accident tragique. De nombreux pilotes se sont plaints du manque de sécurité du circuit, notamment les barrières de sécurité, dont le double champion du monde Emerson Fittipaldi qui se retire de l'épreuve en signe de protestation avant le début de la course. Au 25e tour, la Embassy-Hill-Ford de Rolf Stommelen quitte la piste, tuant cinq personnes. La course est arrêtée et la moitié des points attribués aux six premiers pilotes. Jochen Mass, victorieux de la course, empoche les 4,5 points de la victoire. Lella Lombardi devient la première femme à marquer en championnat du monde, le demi-point de la sixième place. Depuis cet accident tragique, la Formule 1 n'est plus jamais revenu sur ce circuit, laissant la place au circuit madrilène. 
Le circuit de Montjuïc a également été le théâtre des 1 000 kilomètres de Catalogne, une course d'endurance automobile, et les 24 Heures de Montjuïc, une course motocycliste d'endurance. 
En 2004, le conseil municipal de Barcelone a décidé de marquer le tracé du circuit. Les 13 et 14 octobre 2007, à l'occasion de son 75e anniversaire, les Martini Legends se sont déroulées sur le tracé. Y ont figuré entre autres des monoplaces de Formule 1, avec notamment le double champion du monde brésilien Emerson Fittipaldi et sa Lotus 72, et le pilote espagnol Marc Gené sur une Ferrari 248 F1.
Le circuit de Montjuïc est aujourd'hui disparu.